# HC Uherské Hradiště
HC Uherské Hradiště (celým názvem: Hockey Club Uherské Hradiště) je český klub ledního hokeje, který sídlí v Uherském Hradišti ve Zlínském kraji. Založen byl v roce 1930. Od sezóny 2012/13 působí v Jihomoravské a Zlínské krajské lize, čtvrté české nejvyšší soutěži ledního hokeje. Klubové barvy jsou červená a bílá.
Své domácí zápasy odehrává na zimním stadionu Uherské Hradiště s kapacitou 2 400 diváků.

## Historické názvy
Zdroj:
- SK Slovácká Slavia Uherské Hradiště (Sportovní klub Slovácká Slavia Uherské Hradiště)
- TJ Slovácká Slavia Uherské Hradiště (Tělovýchovná jednota Slovácká Slavia Uherské Hradiště)
- 1994 – HC Uherské Hradiště (Hockey Club Uherské Hradiště)

## Přehled ligové účasti
Stručný přehled
Zdroj:
- 1947–1949: Moravskoslezská divize – sk. B (2. ligová úroveň v Československu)
- 1980–1981: Jihomoravský krajský přebor (3. ligová úroveň v Československu)
- 1995–1996: Jihomoravský krajský přebor (4. ligová úroveň v České republice)
- 1996–2001: 2. liga – sk. Východ (3. ligová úroveň v České republice)
- 2001–2002: Jihomoravský krajský přebor (4. ligová úroveň v České republice)
- 2002–2004: Zlínský krajský přebor (4. ligová úroveň v České republice)
- 2004–2007: Krajský přebor Jižní Moravy a Zlína (4. ligová úroveň v České republice)
- 2007–2010: Jihomoravská a Zlínská krajská liga (4. ligová úroveň v České republice)
- 2010–2012: 2. liga – sk. Východ (3. ligová úroveň v České republice)
- 2012– : Jihomoravská a Zlínská krajská liga (4. ligová úroveň v České republice)

Jednotlivé ročníky
Zdroj:
Legenda: ZČ - základní část, ZLK - Zlínský kraj, červené podbarvení - sestup, zelené podbarvení - postup, fialové podbarvení - reorganizace, změna skupiny či soutěže
| Československo (1947 – 1993) |                                     |           |           |                                                    |                            |
| Sezóny                       | Soutěž                              | Úroveň    | ZČ        | Play-off, nadstavba, sk. o udržení...              | Poznámky                   |
| 1947/48                      | Moravskoslezská divize – sk. B      | 2. úroveň | –. místo  |                                                    | Soutěž nedohrána           |
| 1948/49                      | Moravskoslezská divize – sk. B      | 2. úroveň | 6. místo  |                                                    | Sestup                     |
| ...                          |                                     |           |           |                                                    |                            |
| 1980/81                      | Jihomoravský krajský přebor         | 3. úroveň | ?. místo  |                                                    |                            |
| ...                          |                                     |           |           |                                                    |                            |
| Česko (1993 – )              |                                     |           |           |                                                    |                            |
| Sezóny                       | Soutěž                              | Úroveň    | ZČ        | Play-off, nadstavba, sk. o udržení...              | Poznámky                   |
| ...                          |                                     |           |           |                                                    |                            |
| 1995/96                      | Jihomoravský krajský přebor         | 4. úroveň | 1. místo  |                                                    | Baráž                      |
| 1996/97                      | 2. liga – sk. Východ                | 3. úroveň | 11. místo | Ne                                                 |                            |
| 1997/98                      | 2. liga – sk. Východ                | 3. úroveň | 13. místo | Ne                                                 |                            |
| 1998/99                      | 2. liga – sk. Východ                | 3. úroveň | 7. místo  | Nadstavba (8. místo)                               |                            |
| 1999/00                      | 2. liga – sk. Východ                | 3. úroveň | 5. místo  | Čtvrtfinále (prohra 1:2 na zápasy s TJ Nový Jičín) |                            |
| 2000/01                      | 2. liga – sk. Východ                | 3. úroveň | 10. místo | Ne                                                 | Prodej licence do Olomouce |
| 2001/02                      | Jihomoravský krajský přebor         | 4. úroveň | ?. místo  |                                                    | Reorganizace               |
| 2002/03                      | Zlínský krajský přebor              | 4. úroveň | ?. místo  |                                                    |                            |
| 2003/04                      | Zlínský krajský přebor              | 4. úroveň | 3. místo  | Semifinále                                         | Reorganizace               |
| 2004/05                      | Krajský přebor Jižní Moravy a Zlína | 4. úroveň | 4. místo  | Semifinále                                         |                            |
| 2005/06                      | Krajský přebor Jižní Moravy a Zlína | 4. úroveň | 5. místo  | Vítěz ZLK                                          | Kvalifikace                |
| 2006/07                      | Krajský přebor Jižní Moravy a Zlína | 4. úroveň | 3. místo  | Finále ZLK                                         | Změna názvu soutěže        |
| 2007/08                      | Jihomoravská a Zlínská krajská liga | 4. úroveň | 6. místo  | Vítěz ZLK                                          | Kvalifikace                |
| 2008/09                      | Jihomoravská a Zlínská krajská liga | 4. úroveň | 5. místo  | Vítěz ZLK                                          | Kvalifikace                |
| 2009/10                      | Jihomoravská a Zlínská krajská liga | 4. úroveň | 3. místo  | Vítěz ZLK                                          | Kvalifikace                |
| 2010/11                      | 2. liga – sk. Východ                | 3. úroveň | 14. místo | Ne                                                 | sk. o udr.                 |
| 2011/12                      | 2. liga – sk. Východ                | 3. úroveň | 10. místo | Ne                                                 | Odstoupení ze soutěže      |
| 2012/13                      | Jihomoravská a Zlínská krajská liga | 4. úroveň | 12. místo | Předkolo ZLK                                       |                            |
| 2013/14                      | Jihomoravská a Zlínská krajská liga | 4. úroveň | 13. místo | Semifinále ZLK                                     |                            |
| 2014/15                      | Jihomoravská a Zlínská krajská liga | 4. úroveň | 10. místo | Finále ZLK (1. místo)                              |                            |
| 2015/16                      | Jihomoravská a Zlínská krajská liga | 4. úroveň | 10. místo |                                                    |                            |
| 2016/17                      | Jihomoravská a Zlínská krajská liga | 4. úroveň | 13. místo |                                                    |                            |
| 2017/18                      | Jihomoravská a Zlínská krajská liga | 4. úroveň | 7. místo  | Čtvrtfinále                                        |                            |
| 2018/19                      | Jihomoravská a Zlínská krajská liga | 4. úroveň | 10. místo |                                                    |                            |
| 2019/20                      | Jihomoravská a Zlínská krajská liga | 4. úroveň |           |                                                    |                            |